# خلية الصقور الاستخبارية
خلية الصقور الاستخبارية العراقية (FIC) (بالإنجليزية: The Falcons Intelligence Cell of Iraq) هي وحدة استخبارات عسكرية تضم ضباط إنفاذ قانون، وضباط استخبارات، وآخرين من ذوي القدرات الاستخباراتية المتخصصة. أُطلق على خلية الصقور الاستخبارية لقب "أخطر شبكة تجسس" في العراق، وتتلقى تدريبها من قبل وكالة المخابرات المركزية الأمريكية (CIA) وجهاز الاستخبارات البريطاني (MI6). وقد نفذت مئات العمليات الناجحة ضد المسلحين، منافسةً بذلك أجهزة الاستخبارات العراقية الأخرى في العراق من حيث النطاق والبراعة.
صرح مسؤولون بأن الصقور مسؤولون عن إحباط مئات الهجمات على مدن مهمة في العراق خلال الحرب في العراق (2013-2017).

## التاريخ
في عام 2006، تم إنشاء هذه الوحدة الاستخبارية بمهمة القضاء على قادة الجماعات المعادية. وأُطلق على الوحدة اسم "الصقور". تشتهر الوحدة بشكل خاص بالعمليات التي شارك فيها النقيب حارث السوداني، والتي أحبط فيها الصقور حوالي 30 هجوماً بالسيارات المفخخة على بغداد. حظي الصقور بإشادة من الأجهزة الأمريكية لاختراقهم خلايا تنظيم داعش، وقتل أو اعتقال قادة وأعضاء التنظيم، ومنع الهجمات وتدمير الأسلحة. ووفقًا لصحيفة نيويورك تايمز، فإن وحدة الاستخبارات العراقية لمكافحة الإرهاب "قد تكون أهم منظمة على الخطوط الأمامية للحرب على الإرهاب والتي لم يسمع بها أحد تقريبًا".

## تسلل الإرهاب
عادةً ما كانت عمليات الصقور لمكافحة الإرهاب تتضمن تسلل النقيب حارث السوداني إلى تنظيم داعش خلال الحرب في العراق 2013-2017، وقيادته للـسيارات المفخخة التابعة للتنظيم إلى مدن مهمة، والسماح لفريق تفكيك المتفجرات التابع للصقور بتفكيك القنابل واستبدالها بأجهزة تمويهية (pyrotechnic devices)، ومن ثم ترك السيارة في النقطة المستهدفة. هناك، كان الصقور يدبرون تفجيرًا وهميًا للسيارة، يشمل عملاء للصقور يتظاهرون بأنهم ضحايا، بالإضافة إلى إرسال صور وتقارير أمنية مزيفة إلى المؤسسات الإخبارية. بعد ذلك، كان عملاء داعش يأتون لاصطحاب النقيب السوداني ليعود معهم، مواصلاً بذلك مهمة التسلل الخاصة به.
وُصف السوداني بأنه "أنجح جاسوس في العراق" أثناء عمله ضمن وحدة الصقور.

## شخصيات بارزة
- حارث السوداني (1981–أغسطس 2017)